# Плавобради (филм)
Плавобради (фр. Barbe-Bleue) француски је црно-бели неми хорор филм из 1901. године, редитеља Жоржа Мелијеса, који је адаптирао сценарио према истоименој француској народној причи, коју је први записао Шарл Перо. Поред Мелијеса, једну од главних улога тумачи Жехан Д'алси, његова честа сарадница, а касније и супруга.
Филм је премијерно приказан 3. маја 1901. године. Једину сачувану копију рестаурирао је Дејвид Шепард, након чега је објављена као кућни видео 2008. године.

## Радња
Централни ликови филма су насловни тајанствени богати племић и његова нова супруга, с којом се тек венчао. Она убрзо открива стравичну судбину претходних седам жена свог супруга, које је он убио... 

## Улоге
| Глумац       | Улога                    |
| ------------ | ------------------------ |
| Жорж Мелијес | Плавобради               |
| Жехан Д'алси | нова супруга Плавобрадог |
| Блете Бернон | вила                     |
| Томас Вајт   |                          |